# Piazza del Duomo (Milão)
A Piazza del Duomo é uma praça localizada na comuna de Milão na Região da Lombardia, Itália. Na praça, localiza-se a Catedral de Milão (em italiano: Duomo de Milano), maior catedral gótica do mundo, iniciada no século XIV e só concluida em 1813, com uma capacidade de quarenta mil lugares.